# Мотко (приток Суны)
Мо́тко — река в России, протекает по Карелии. Берёт своё начало из озера Мотко, устье реки находится в 217 км от устья Суны по правому берегу. Длина реки — 27 км, площадь водосборного бассейна — 366 км².
К бассейну Мотки также относится озеро Супеярви.

## Данные водного реестра
По данным государственного водного реестра России относится к Балтийскому бассейновому округу, водохозяйственный участок реки — Свирь (включая реки бассейна Онежского озера), речной подбассейн реки — Свирь (включая реки бассейна Онежского озера). Относится к речному бассейну реки Нева (включая бассейны рек Онежского и Ладожского озера).
Код объекта в государственном водном реестре — 01040100212102000014935.